# Турнир претенденток по шахматам 1990
Турнир претенденток на звание чемпионки мира по шахматам 1990 года проходил в октябре в Боржоми (Грузинская ССР). Советский Союз в качестве места проведения турнира был выбран после того, как Шахматная федерация СССР оказалась единственной готовой обеспечить призовой фонд в размере 35 тыс. швейцарских франков.
Первоначально в числе участниц должны были быть представляющие Венгрию сёстры Полгар, а дистанция — составить 9—10 туров в один круг. После того как венгерские шахматистки отказались от участия, количество претенденток сократилось до восьми и представлявшая СССР Нана Александрия предложила сделать соревнование двухкруговым. Президент ФИДЕ Флоренсио Кампоманес провёл опрос остальных участниц, но, удостоверившись, что единодушия среди них нет, оставил прежней схему игр в один круг. Таким образом, дистанция турнира составила только семь туров.
Из восьми участниц половина (Алиса Галлямова, Нона Гаприндашвили, Нана Иоселиани и Кетеван Кахиани) представляла СССР. Остальные четыре участницы были из США (Елена Ахмыловская), Китая (Се Цзюнь), Югославии (Алиса Марич) и Чехословакии (Элишка Рихтрова). Галлямова начала турнир очень уверенно, выиграв три первых партии и сыграв вничью в четвёртой, но затем потерпела два поражения в оставшихся трёх. После шестого тура турнирную таблицу возглавляла Иоселиани с 4 очками из 6 возможных, а Галлямова, Гаприндашвили, Марич и Се уступали ей по пол-очка каждая. В последнем туре представительницы Югославии и Китая обыграли соответственно Гаприндашвили и Иоселиани, а Галлямова сумела лишь сыграть вничью с Рихтровой, и в итоге первое место с 4½ очка из 7 возможных разделили две шахматистки — Марич и Се.
| Имя                | Страна       | 1 | 2 | 3 | 4 | 5 | 6 | 7 | 8 | Очки | Место |
| ------------------ | ------------ | - | - | - | - | - | - | - | - | ---- | ----- |
| Алиса Марич        | Югославия    |   | 1 | 0 | 1 | 1 | 1 | 0 | ½ | 4½   | 1—2   |
| Се Цзюнь           | Китай        | 0 |   | 1 | ½ | 1 | ½ | 1 | ½ | 4½   | 1—2   |
| Алиса Галлямова    | СССР         | 1 | 0 |   | 0 | 1 | 1 | ½ | ½ | 4    | 3—4   |
| Нана Иоселиани     | СССР         | 0 | ½ | 1 |   | ½ | ½ | ½ | 1 | 4    | 3—4   |
| Нона Гаприндашвили | СССР         | 0 | 0 | 0 | ½ |   | 1 | 1 | 1 | 3½   | 5     |
| Елена Ахмыловская  | США          | 0 | ½ | 0 | ½ | 0 |   | 1 | 1 | 3    | 6     |
| Кетеван Кахиани    | СССР         | 1 | 0 | ½ | ½ | 0 | 0 |   | ½ | 2½   | 7     |
| Элишка Рихтрова    | Чехословакия | ½ | ½ | ½ | 0 | 0 | 0 | ½ |   | 2    | 8     |

По регламенту соревнований две победительницы провели между собой дополнительный матч из 8 партий, который был разбит на две половины: в Белграде и Пекине. У себя дома Марич, не справившаяся с психологическим прессингом, проиграла две партии из четырёх, выиграв только одну. В свою очередь, в Пекине Се Цзюнь играла спокойнее и завершила матч досрочно после 7-й партии со счётом 4½:2½.
|             | 1 | 2 | 3 | 4 | 5 | 6 | 7 | Счёт |
| ----------- | - | - | - | - | - | - | - | ---- |
| Се Цзюнь    | 1 | ½ | 0 | 1 | ½ | ½ | 1 | 4½   |
| Алиса Марич | 0 | ½ | 1 | 0 | ½ | ½ | 0 | 2½   |

Тем самым китайская спортсменка завоевала право встретиться с чемпионкой мира Майей Чибурданидзе в матче за это звание.